# Grigorij Grigor'evič Nikulin
Grigorij Grigor'evič Nikulin (Bol'šaja Treščevka, 5 dicembre 1922 – San Pietroburgo, 15 agosto 2007) è stato un regista sovietico.

## Filmografia parziale

### Regista
- 713-j prosit posadku (1962)
- Pomni, Kaspar! (1964)
- Tri goda (1968)
- Pervye radosti (1977)
- Neobyknovennoe leto (1979)